# Berwyn Heights
Pour les articles homonymes, voir Berwyn.
La ville de Berwyn Heights est située dans le comté du Prince George, dans l’État du Maryland, aux États-Unis. Sa population s’élevait à 3 345 habitants lors du recensement de 2020.